# Ford Fairmont (Australie)
Pour les articles homonymes, voir Ford Fairmont.
 (juin 2021).
La mise en forme du texte ne suit pas les recommandations de Wikipédia : il faut le « wikifier ».
Les points d'amélioration suivants sont les cas les plus fréquents. Le détail des points à revoir est peut-être précisé sur la page de discussion.
- Les titres sont pré-formatés par le logiciel. Ils ne sont ni en capitales, ni en gras.
- Le texte ne doit pas être écrit en capitales (les noms de famille non plus), ni en gras, ni en italique, ni en « petit »…
- Le gras n'est utilisé que pour surligner le titre de l'article dans l'introduction, une seule fois.
- L'italique est rarement utilisé : mots en langue étrangère, titres d'œuvres, noms de bateaux, etc.
- Les citations ne sont pas en italique mais en corps de texte normal. Elles sont entourées par des guillemets français : « et ».
- Les listes à puces sont à éviter, des paragraphes rédigés étant largement préférés. Les tableaux sont à réserver à la présentation de données structurées (résultats, etc.).
- Les appels de note de bas de page (petits chiffres en exposant, introduits par l'outil «  Source ») sont à placer entre la fin de phrase et le point final[comme ça].
- Les liens internes (vers d'autres articles de Wikipédia) sont à choisir avec parcimonie. Créez des liens vers des articles approfondissant le sujet. Les termes génériques sans rapport avec le sujet sont à éviter, ainsi que les répétitions de liens vers un même terme.
- Les liens externes sont à placer uniquement dans une section « Liens externes », à la fin de l'article. Ces liens sont à choisir avec parcimonie suivant les règles définies. Si un lien sert de source à l'article, son insertion dans le texte est à faire par les notes de bas de page.
- La présentation des références doit suivre les conventions bibliographiques. Il est recommandé d'utiliser les modèles {{Ouvrage}}, {{Chapitre}}, {{Article}}, {{Lien web}} et/ou {{Bibliographie}}. Le mode d'édition visuel peut mettre en forme automatiquement les références.
- Insérer une infobox (cadre d'informations à droite) n'est pas obligatoire pour parachever la mise en page.

Pour une aide détaillée, merci de consulter Aide:Wikification.
Si vous pensez que ces points ont été résolus, vous pouvez retirer ce bandeau et améliorer la mise en forme d'un autre article.

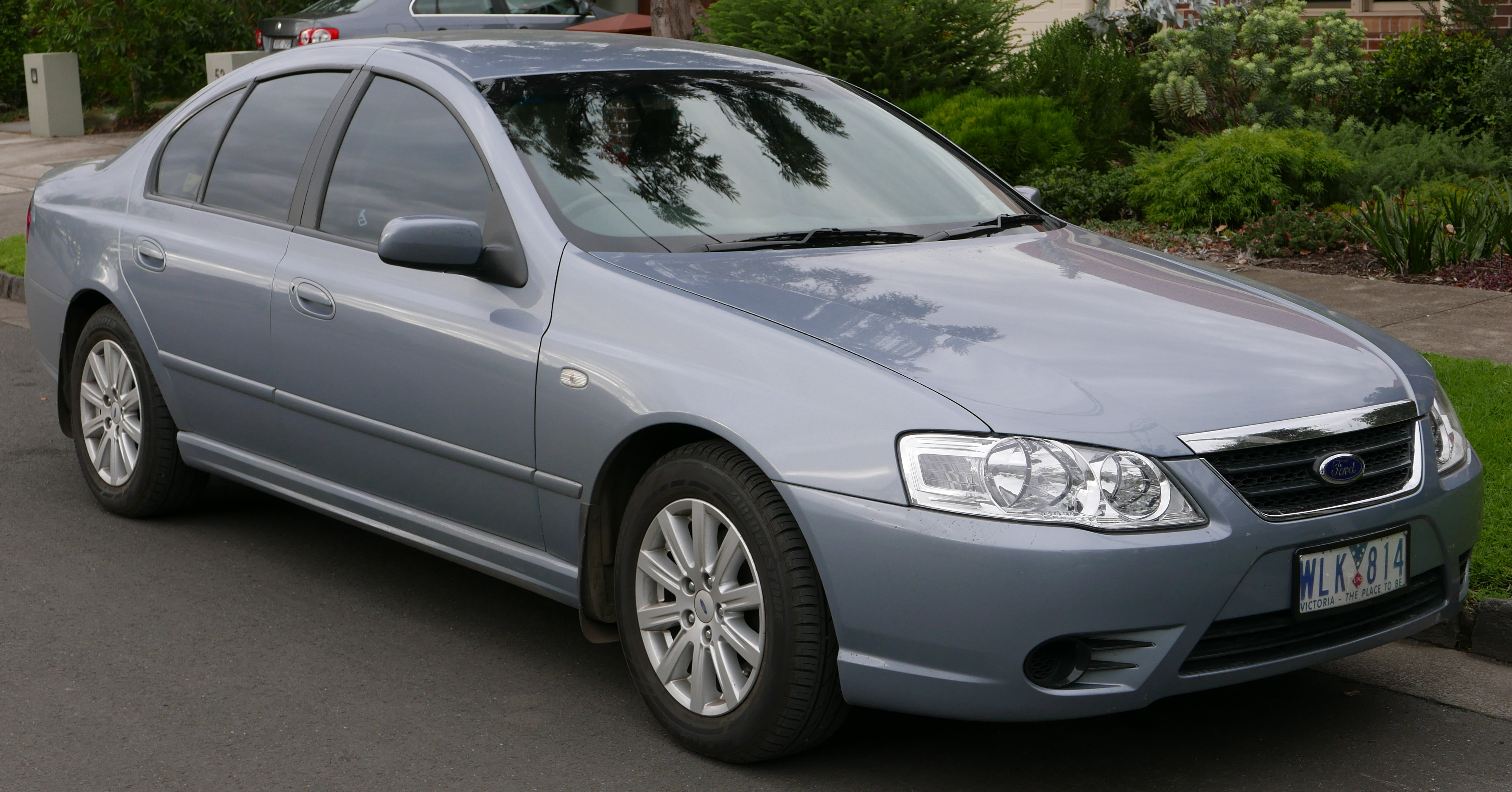
Ford Fairmont (BF II) sedan (2007).

La Ford Fairmont est une voiture full-size qui a été construite par Ford Australie de 1965 à 2008 en tant que modèle haut de gamme de la Ford Falcon. Elle présentait un niveau d'équipement standard plus élevé que les modèles Falcon correspondants à la même finition. En plus d'offrir une garniture intérieure plus luxueuse avec des caractéristiques de confort et de commodité supplémentaires, la Fairmont a également offert une spécification mécanique plus élevée pendant une grande partie de ses 25 premières années; un moteur de plus grande capacité et des raffinements tels que des freins à disque, direction assistée et transmission automatique, qui étaient des options avec un coût supplémentaires pour la Falcon, ont été installés en tant qu'équipement standard dans la Fairmont. Elle était disponible en tant que berline quatre portes tout au long de sa vie, en tant que break cinq portes depuis son introduction jusqu'en 2008, et en tant que hardtop à deux portes de 1972 à 1978.

## Histoire
La Fairmont a été ajoutée à la gamme australienne de Ford en septembre 1965 dans le cadre de la gamme Falcon XP. Elle était proposée dans les styles de carrosserie berline et break, remplaçant les modèles Falcon Futura berline et Falcon Squire de la série XP de courte durée. Un moteur six cylindres de 200 pouces cubes (3,3 litres), en option dans la Falcon XP, était de série dans la Fairmont.
La Fairmont a connu de nombreuses incarnations depuis lors, chacune alignée sur la gamme Falcon contemporaine mais généralement avec une meilleure qualité d'éclairage intérieur et extérieur, une calandre différente et d'autres caractéristiques différentes.
En 1966, la nouvelle Fairmont série XR proposait une option de moteur V8. La série XA de 1972 a marqué le début d'un style de carrosserie à toit rigide deux portes. En 1976, la série XC a vu une différenciation supplémentaire entre le style de la Falcon et celui de la Fairmont, cette dernière étant équipée de grands phares halogènes à quartz rectangulaires tandis que la Falcon était dotée de phares ronds. Une berline haut de gamme, la Fairmont GXL, a été proposée à partir de 1976 dans la série XC.
Il n'y avait pas de toit rigide à deux portes dans la série XD lancée en 1978 et le badge GXL a été remplacé par la Fairmont Ghia. Contrairement à la Fairmont de base, la Ghia n'était proposée qu'en version berline. Un Ghia break a été proposé à partir de 1986 mais il a été abandonné en 1993 avec la sortie de la série ED et le Fairmont break a été abandonné en 2002 lorsque la série AU a cédé la place à la BA.
La vie du modèle Fairmont s'est terminée avec l'arrivée de la gamme Falcon de la série FG en 2008, lorsque les modèles Fairmont et Fairmont Ghia ont été remplacés par les modèles Ford G6, G6E et G6E Turbo. Selon Tom Gorman, alors directeur de Ford Australie, le code de modèle FG a été choisi comme un «clin d'œil à la Fairmont Ghia».
Entre 1967 et 1978, des Ford Fairmont berlines et familiales australiennes étaient exportées au Royaume-Uni. Bien que grandes par rapport aux modèles de la gamme européenne de Ford, elles avaient une réputation de fiabilité.

## Afrique du Sud
En Afrique du Sud, les Ford Falcon séries XW et XY étaient assemblées à Port Elizabeth, Cap Oriental de 1969 à 1972 et vendues sous le nom de Fairmont. Deux moteurs étaient disponibles : un six cylindres de 250 pouces cubes et le V8 Cleveland de 351 pouces cubes. Le badge Ranchero a été utilisé sur la version utilitaire. Un passage depuis l'assemblage vers la production locale avait été envisagé mais a été exclu pour des raisons de coût; la Fairmont a été remplacée par la Granada construite localement.
Certaines Fairmont sud-africaines étaient fabriquées en tant que modèles GT. Ces voitures avaient les mêmes spécifications que la Falcon GT australienne, mais avec quelques différences esthétiques, les principales étant que les bandes latérales Supa-Roo ont été remplacées par des bandes latérales Supa-Rhino et les jauges du tableau de bord étaient au format métrique. Ces voitures sont surnommées «White Rhino» dans la scène des voitures classiques sud-africaines.